# Manuel do Rego Barros Sousa Leão
Manuel do Rego Barros Sousa Leão (7 de junho de 1840 — 31 de julho de 1882) foi advogado e político brasileiro.
Era filho de Ana Frederica Cavalcante de Sousa Leão e de Manuel do Rego Barros, cavaleiro fidalgo da Casa Imperial. Pelo lado materno, era sobrinho do Barão de Vila Bela e, pelo lado paterno, do Barão de Ipojuca e do Conde da Boa Vista.
Formou-se em Direito pela Faculdade de Recife, em 1863. Iniciou-se na carreira política como deputado provincial.
Foi presidente da província do Piauí, de 25 de dezembro de 1870 a 27 de fevereiro de 1872.
Fidalgo cavaleiro da Casa Imperial e cavaleiro da Imperial Ordem da Rosa e da Ordem do Santo Sepulcro de Jerusalém.
Faleceu aos 42 anos, vítima de infecção paludosa, em Recife, e seu corpo sepultado no Cemitério de Santo Amaro. Solteiro, não deixou filhos.